# William of Gloucester

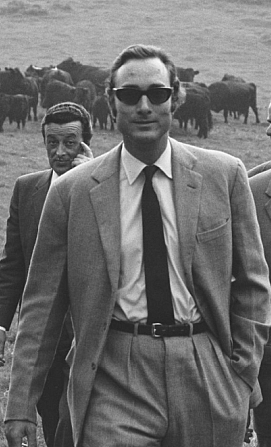
Prince William of Gloucester (1971)

Prince William of Gloucester (William Henry Andrew Frederick Windsor, * 18. Dezember 1941 in Barnet, Hertfordshire; † 28. August 1972 nahe Flughafen Wolverhampton) war ein Mitglied des britischen Königshauses und Enkel von König Georg V.

## Leben
Sein Vater war Henry, 1. Duke of Gloucester, Prinz von Großbritannien und Irland, der dritte Sohn von Georg V. Seine Mutter war Alice, Duchess of Gloucester, Tochter von John Montagu-Douglas-Scott, 7. Duke of Buccleuch und 9. Duke of Queensbury. Als der Enkel eines britischen Monarchen in der männlichen Linie bekam William of Gloucester den Titel His Royal Highness.
Seine Kindheit verbrachte er in Barnwell Manor in Northamptonshire und später in Australien, wo sein Vater von 1945 bis 1947 Generalgouverneur war.
1947 war er einer der beiden Pagen bei der Hochzeit der späteren englischen Königin Elisabeth II. mit Prinz Philip, der andere war Prince Michael of Kent.
Nach seinem Studienabschluss 1963 ging er für ein Jahr in die USA, wo er amerikanische Geschichte studierte. Nach seiner Rückkehr arbeitete er für eine Bank. Ab 1965 ging er in den diplomatischen Dienst ins Ausland, den er wegen des schlechter werdenden Gesundheitszustandes seines Vaters 1970 wieder verließ und nach Großbritannien zurückkehrte.
Er besaß eine Pilotenlizenz, war Eigentümer mehrerer Flugzeuge und trat bei Flugschauen auf. Er starb am 28. August 1972 bei einem Flugzeugabsturz in Halfpenny Green, nahe dem Flughafen Wolverhampton. Sein jüngerer Bruder Prinz Richard folgte an seiner Stelle dem Vater als Duke of Gloucester nach.
William of Gloucester litt an der Krankheit Porphyria variegata.
Er hatte eine enge Beziehung zu König Charles III., der seinen Sohn William nach ihm benannte.
Ab 1962 war Prinz William  Staatsrat (englisch Counsellors of State). Als solcher konnte er gewisse Amtsgeschäfte und Hoheitsrechte der Königin durchführen, wenn diese im Ausland weilte oder anderweitig verhindert war (wie zum Beispiel eine kurzfristige Krankheit). Zwei beliebige Staatsräte können den Sitzungen des Privy Council beiwohnen, staatliche Dokumente unterzeichnen oder die Empfehlungsschreiben neuer Botschafter entgegennehmen. Seine Nachfolgerin wurde 1971 Prinzessin Anne.